# Agonum trigidulum
Agonum trigidulum är en skalbaggsart som beskrevs av Thomas Casey. Agonum trigidulum ingår i släktet Agonum och familjen jordlöpare. Inga underarter finns listade i Catalogue of Life.